# Niran Ünsal
Fatma Uludan Canevi (* 13. August 1976 in Izmir), auch bekannt unter dem Künstlernamen Niran Ünsal, ist eine türkische Popmusikerin.

## Leben und Karriere
Niran Ünsal ist die Mutter der Pop-Sängerin Hande Ünsal. Ihre Musikkarriere begann im Jahr 1996 mit dem Debüt-Album Haktan.
In ihrer bisherigen Musikkarriere hat Ünsal mit Songs wie Helal Et, Beyaz Sevda, Haktan oder Aklım Hep Sende auf sich aufmerksam gemacht. Des Weiteren hat sie mit anderen bekannten türkischen Künstlern wie Özcan Deniz, Doğuş oder Yeşim Salkım zusammengearbeitet.
Aufgrund von Drogenkonsum drohte ihr im Jahr 2004 eine einjährige Gefängnisstrafe.

## Diskografie

### Alben
- 1996: Haktan
- 1999: Şarkılara Tutundum
- 2004: Göçebe
- 2007: İyi Niyetlerim
- 2009: Sesler ve İzler
- 2010: Bir Avaz Bir Saz
- 2013: OK
- 2016: Dediğim Dedik
- 2018: Pembe Rüyalar

### EPs
- 2012: İnce Ayar
- 2016: Aşk

### Singles
| - 1996: Haktan - 1996: Helal Et - 1996: Aşka Davet - 1996: Beyaz Sevda - 1999: İtiraf Ediyorum - 1999: Firuze - 2001: Bu Kalp Seni Unuturmu (mit Taner) - 2002: Giderim - 2004: Göçebe - 2004: Şarap Misali - 2004: Gitme Gülüm - 2004: Kapına Gül Bıraktım - 2007: Hayranım - 2007: Oyun Bozan - 2007: Geçtim Dünyanın Hevesinden - 2008: Dertleri Zevk Edindim (Live) - 2008: Sen Tutukladın Beni (mit Ekin) - 2009: Aklım Hep Sende (mit Özcan Deniz) - 2009: Sebebim (Hintergrundstimme: Hande Ünsal) - 2009: Ben Yine Kendimle - 2010: Hangimiz Sevmedik - 2010: Aziz Dostum - 2010: Kırık Hançer (mit Doğuş) - 2012: Bir Şans Daha - 2013: OK - 2013: Olaydim (mit Çetin Çeto) - 2013: Acı (mit Murat Yeter) - 2013: The Voyages of Simbad (mit Murat Yeter) | - 2014: Hatiran Yeter (mit Ahmet Selçuk İlkan) - 2014: Geceler Ah Gecelerim (mit Ahmet Selçuk İlkan) - 2015: Aşk Yanılır (mit Yılmaz Morgül) - 2015: Hakka Uyanış (mit Der-Saadet) - 2015: Son Çıkış - 2016: Yüreğim Rehin (mit Naşide Göktürk & Mehmet Ali Erbil) - 2016: Sakin Ha (mit Naşide Göktürk) - 2016: Dediğim Dedik - 2016: Nasip Değilmiş - 2018: Hayat Sürgün - 2018: Kış Güneşi - 2018: Çok Özledim (mit İsmail Ağace) - 2019: Aşk Benim Neyime (mit Mr Jade) - 2020: Ağla Sevdam - 2021: Vay - 2021: Yol Uzun (mit Berk Canevi) - 2021: Sebep Sensin (mit Ferit Türkkan) - 2022: Emanet - 2022: Nem Kaldı - 2023: Şu Dağlarda Kar Olsaydım - 2023: Haydar Haydar - 2023: Sen Affet Sen Ben Affetmem - 2023: Cevapsız Sorular - 2024: Ben Ne Zaman Büyüdüm - 2024: Sevgiliye - 2024: Kalbin Ağlasada - 2025: Görgü Tanığı |

Quelle:

### Gastauftritte
- 1995: Bozuyorum Yeminimi (von Hazal – Hintergrundstimme)
- 1997: Anıları Koruma (von Yeşim Salkım – Hintergrundstimme)
- 2002: Korkak (von Faruk K – Hintergrundstimme)